# Alytidae
Az Alytidae  a kétéltűek (Amphibia) osztályába és  a békák (Anura) rendjébe tartozó  család.

## Rendszerezés
A családba az alábbi 3 nem és 11 faj tartozik:
- Alytes (Wagler, 1830) – 5 faj
  - ibériai dajkabéka (Alytes cisternasii)
  - déli dajkabéka (Alytes dickhilleni)
  - marokkói dajkabéka (Alytes maurus)
  - mallorcai korongnyelvűbéka (Alytes muletensis)
  - közönséges dajkabéka vagy bábabéka  (Alytes obstetricans)

- Discoglossus (Otth, 1837) – 5 faj
  - ibériai korongnyelvűbéka (Discoglossus galganoi)
  - spanyol korongnyelvűbéka (Discoglossus jeanneae)
  - korzikai korongnyelvűbéka (Discoglossus montalenti)
  - tarka korongnyelvűbéka (Discoglossus pictus)
  - szardíniai korongnyelvűbéka (Discoglossus sardus)
  - Discoglossus scovazzi Camerano, 1878

- Latonia  Meyer, 1843 – 1 faj
  - palesztin korongnyelvűbéka (Latonia nigriventer) (korábban Discoglossus nigriventer)